# Kandhla
Kandhla é uma cidade  no distrito de Muzaffarnagar, no estado indiano de Uttar Pradesh.

## Geografia
Kandhla está localizada a 29° 19′ N, 77° 16′ L. Tem uma altitude média de 241 metros (790 pés).

## Demografia
Segundo o censo de 2001, Kandhla tinha uma população de 40,183 habitantes. Os indivíduos do sexo masculino constituem 52% da população e os do sexo feminino 48%. Kandhla tem uma taxa de literacia de 39%, inferior à média nacional de 59.5%: a literacia no sexo masculino é de 48% e no sexo feminino é de 30%. Em Kandhla, 20% da população está abaixo dos 6 anos de idade.